# Krótka historia czasu
Krótka historia czasu. Od Wielkiego Wybuchu do czarnych dziur (ang. A Brief History of Time: From the Big Bang to Black Holes) – popularnonaukowa książka napisana przez angielskiego fizyka Stephena Hawkinga. Książka ma na celu przybliżenie czytelnikowi niezaznajomionemu z dokonaniami współczesnej nauki najnowszych osiągnięć z dziedziny fizyki, astronomii i kosmologii. Autor próbuje odpowiedzieć na pytania o początek i koniec Wszechświata oraz o naturę czasu, a także o ostateczne granice ludzkiego poznania. Stephen Hawking odważnie podejmuje również kwestię istnienia Boga. Wstęp do dzieła napisał amerykański astronom i popularyzator nauki Carl Sagan. W pracy autor zamieścił również notki biograficzne trzech słynnych uczonych: Einsteina, Galileusza i Newtona oraz słownik objaśniający trudniejsze pojęcia.
Do końca 2002 r. na całym świecie sprzedano 9 milionów egzemplarzy.
We wrześniu 2005 ukazało się zmienione wydanie książki (współautorem był Leonard Mlodinow) pod tytułem Jeszcze krótsza historia czasu, które jest skróconą wersją oryginalnego tekstu. Nowe wydanie zostało również uaktualnione zgodnie z postępem wiedzy, który nastąpił w fizyce.
W zestawieniu brytyjskiego magazynu The Sunday Times, publikacja Stephena Hawkinga została wybrana najpopularniejszą książką ostatnich 50 lat. W latach od 1974 do 2024 utrzymywała się na liście bestsellerów przez 264 tygodnie.

## Spis rozdziałów
- 1. Nasz obraz Wszechświata
- 2. Czas i przestrzeń
- 3. Rozszerzający się Wszechświat
- 4. Zasada nieoznaczoności
- 5. Cząstki elementarne i siły natury
- 6. Czarne dziury
- 7. Czarne dziury nie są czarne
- 8. Pochodzenie i los Wszechświata
- 9. Strzałka czasu
- 10. Unifikacja fizyki
- 11. Zakończenie
- Albert Einstein
- Galileusz
- Newton